# گوتلوب برگر
گوتلوب برگر (به آلمانی: Gottlob Berger) (زاده ۱۶ ژوئیه ۱۸۹۶ – مرگ ۵ ژانویه ۱۹۷۵) یک ژنرال آلمانی در دوره رایش سوم و از سال ۱۹۴۰ رئیس اداره اصلی اس‌اس بود.
وی در ۱۸۹۶ زاده شد. در جنگ جهانی اول در ارتش آلمان جنگید، ۴ بار زخمی شد و صلیب آهنین درجه یک نیز دریافت کرد. بلافاصله پس از جنگ رهبر یک گروه شبه‌نظامی در محل زندگی خود در شمال وورتمبرگ شد. در سال ۱۹۲۲ به حزب نازی پیوست.اما به‌تدریج علاقه خود را به احزاب راست افراطی از دست داد و از آن‌ها جدا شد و به عنوان معلم تربیت بدنی مشغول به کار شد.
در اواخر دهه ۱۹۲۰ دوباره به حزب نازی پیوست و در سال ۱۹۳۱ عضو اس‌آ شد. با دیگر رهبران اس‌آ به مشکل برخورد و در سال ۱۹۳۶ به آلگماینه اس‌اس پیوست و به سرعت به سمت ریاست اداره ورزش در اس‌اس رسید. در ۱۹۳۸ رئیس دفتر استخدام اداره اصلی اس‌اس و در سال بعد ریاست اداره اصلی اس‌اس شد. تا حد زیادی وی به عنوان پدر وافن اس‌اس شناخته می‌شد چرا که بسیاری از ایدئولوژی‌های نژادی را در میان داوطلبان وافن اس‌اس گسترش داد. وی هم‌چنین دوست خود اسکار دیرلوانگر را به فرماندهی یک واحد از متهمان گماشت که جنایات جنگی بسیاری مرتکب شدند. وی اغلب با دیگر افسران ورماخت و حتی با برخی افسران وافن اس‌اس بر سر روش‌های استخدام درگیری داشت. وی تا پایان جنگ توانست ۳۸ لشکر از اعضای وافن اس‌اس تشکیل دهد.
وی هم‌چنین در وزارت رایش برای اراضی اشغالی شرقی نقش مهمی داشت. وی برنامه‌ای را برای ربودن و به بردگی کشیدن ۵۰٬۰۰۰ کودک اهل اروپای شرقی بین ۱۰ تا ۱۴ سال آماده کرد. وی در جریان قیام ملی‌گرایان اسلواک در اوت سال ۱۹۴۴ فرمانده نظامی در اسلواکی شد و در سرکوب این قیام نقش داشت. در ماه‌های بعد وی یکی از دو فرمانده گروه شبه‌نظامی فولکس‌اشتورم و فرمانده اردوگاه‌های اسیران جنگی شد. در ماه‌های پایانی جنگ جهانی دوم فرمانده واحدهای پراکنده نیروهای وافن اس‌اس در آلپ باواریا شد. در نزدیکی برشتس گادن توسط نیروهای آمریکایی محاصره و به سرعت دستگیر شد. در دادگاه وزیران که پس از جنگ توسط آمریکایی‌ها برگزار شد محاکمه و به جنایت جنگی متهم و به ۲۵ سال زندان محکوم شد.سپس حکم او به ۱۰ سال کاهش یافت و در نهایت پس از شش و نیم سال آزاد شد. وی پس از آزادی به کسب و کار تولید پرداخت و در نهایت در ۱۹۷۵ در خانه خود درگذشت.